# Антипузырь

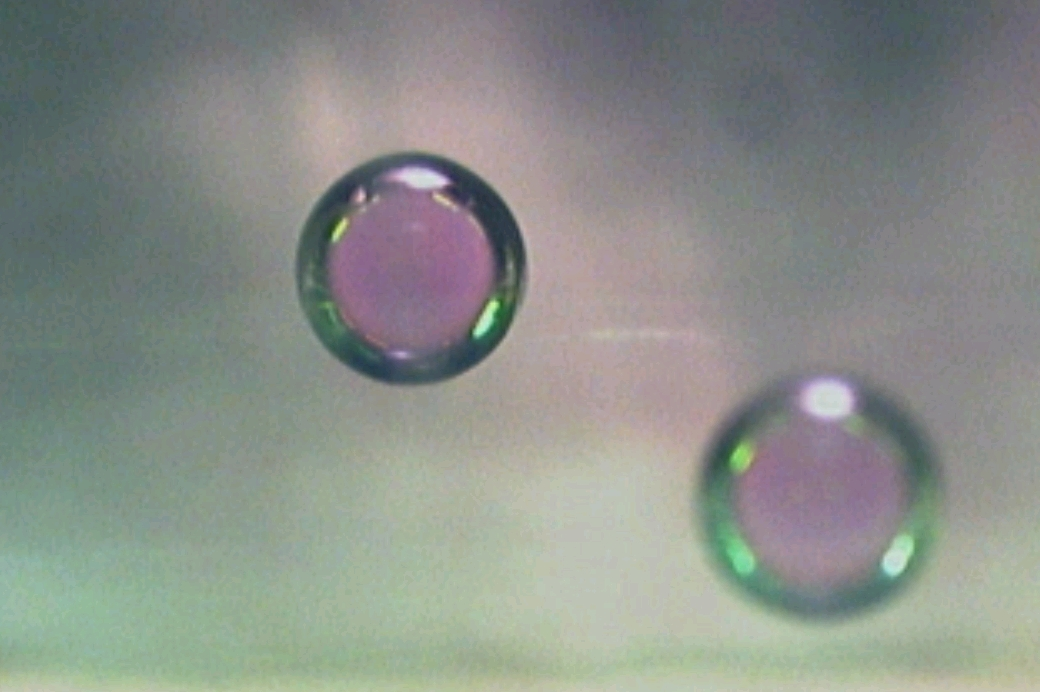
Антипузыри в мыльной воде

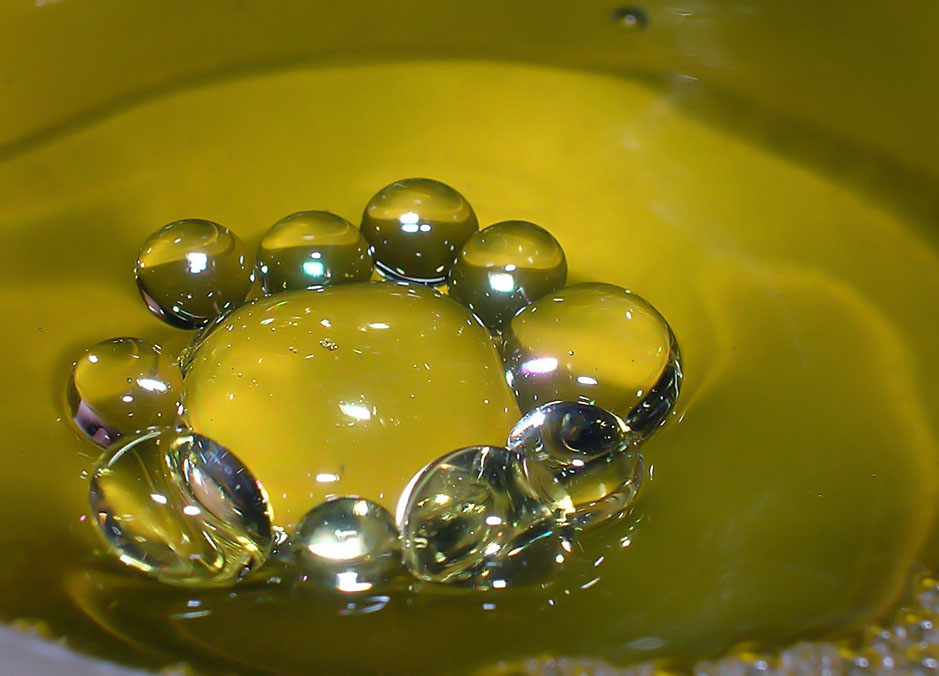
Кластер из антипузырей на поверхности мыльной воды

Антипузырь — жидкая капля, окруженная тонкой газовой плёнкой, в отличие от газового пузыря, представляющего собой газовую сферу, окруженную жидкостью. Антипузыри формируются, когда капли жидкости или турбулентный поток попадают в такую же или другую жидкость. Они могут либо скользить вдоль поверхности жидкости (например, воды, тогда их называют водными глобулами), или они могут быть полностью погружены в жидкость.

## Различие между воздушными пузырями и антипузырями

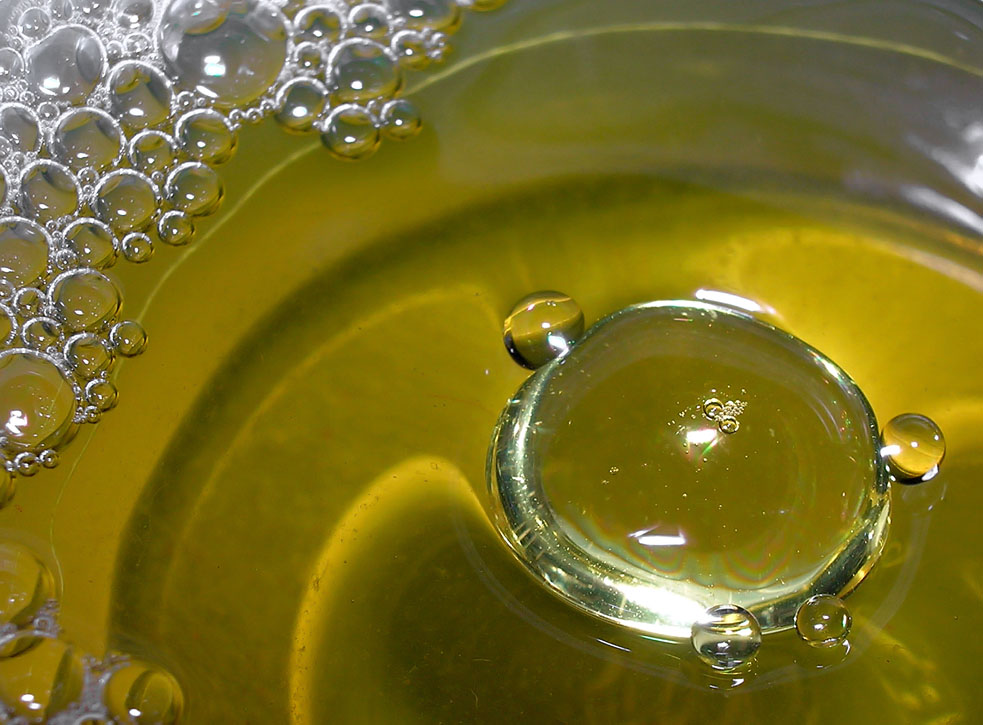
Сравнение трех различных типов пузырей: обычные пузыри на поверхности, антипузыри на поверхности, и погруженные пузырьки воздуха внутри антипузыря

Поведение антипузырей отличается от пузырьков воздуха тремя основными аспектами, что обеспечивает следующие возможности их обнаружения идентификации:
- Антипузыри удерживаются на месте поверхностным натяжением и быстро перемещаются по водной поверхности. Также они имеют свойство отскакивать от других объектов, расположенных в воде (например, воздушных пузырьков) и от стенок сосуда подобно бильярдным шарам.
- Обычно антипузыри имеют небольшое время жизни (несколько секунд и менее), в отличие от мыльных пузырей, которые могут существовать в течение нескольких минут. Однако, если выровнять электрический потенциал между внутренней и внешней жидкостью, то время жизни антипузырей можно существенно увеличить. Недавно адсорбцией коллоидных частиц на границах воздух-вода были получены антипузыри с временем жизни более десяти часов.
- Антипузыри по-другому, чем воздушные пузырьки, преломляют свет. Поскольку они представляют из себя капли воды, падающий на них свет преломляется обратно к источнику подобно тому, как это происходит при появлении радуги. Из-за этой особенности преломления, антипузыри имеют яркий внешний вид.

## Перспективы использования антипузырей
Если найти способ стабилизировать антипузыри, они могут быть использованы для формирования устойчивой антипены. Такую антипену можно использовать в качестве смазки или в качестве воздушного или газового фильтра (за счет тонких газовых каналов, расположенных между антипузырями).
Антипузыри могут быть также использованы для химического удаления загрязняющих веществ из дымовых труб. 
Замена воздуха в оболочках антипузырей другой жидкой фазой (например, жидким полимером) может быть использована для создания эффективной системы доставки лекарственных препаратов. Полимеризация оболочки с помощью ультрафиолетового излучения создаст заполненную лекарством капсулу.

## Вибрация
Время жизни поверхностных антипузырей может быть продлено на сколь угодно долгий срок, если поддерживать вибрацию водной поверхности. Такие состояния называются «гуляющими пузырьками» и могут быть использованы в качестве модели квантовомеханического поведения.